# Tanore
Tanore är ett underdistrikt i Bangladesh. Det ligger i den västra delen av landet, 210 km nordväst om huvudstaden Dhaka.
Trakten runt Tanore består till största delen av jordbruksmark. Runt Tanore är det tätbefolkat, med 683 invånare per kvadratkilometer.